# Реймерсвал
Реймерсвал (нід. Reimerswaal) — громада в провінції Зеландія (Нідерланди).

## Географія
Територія громади займає 242,42 км², з яких 101,80 км² — суша і 140,62 км² — водна поверхня. Станом на лютий 2020 року у громаді мешкає 22 720 осіб.